# Nationalparks in Österreich
| Hohe Tauern |

| Neusiedler See-Seewinkel |

| Donau-Auen |

| Kalkalpen |

| Thayatal |

| Gesäuse |

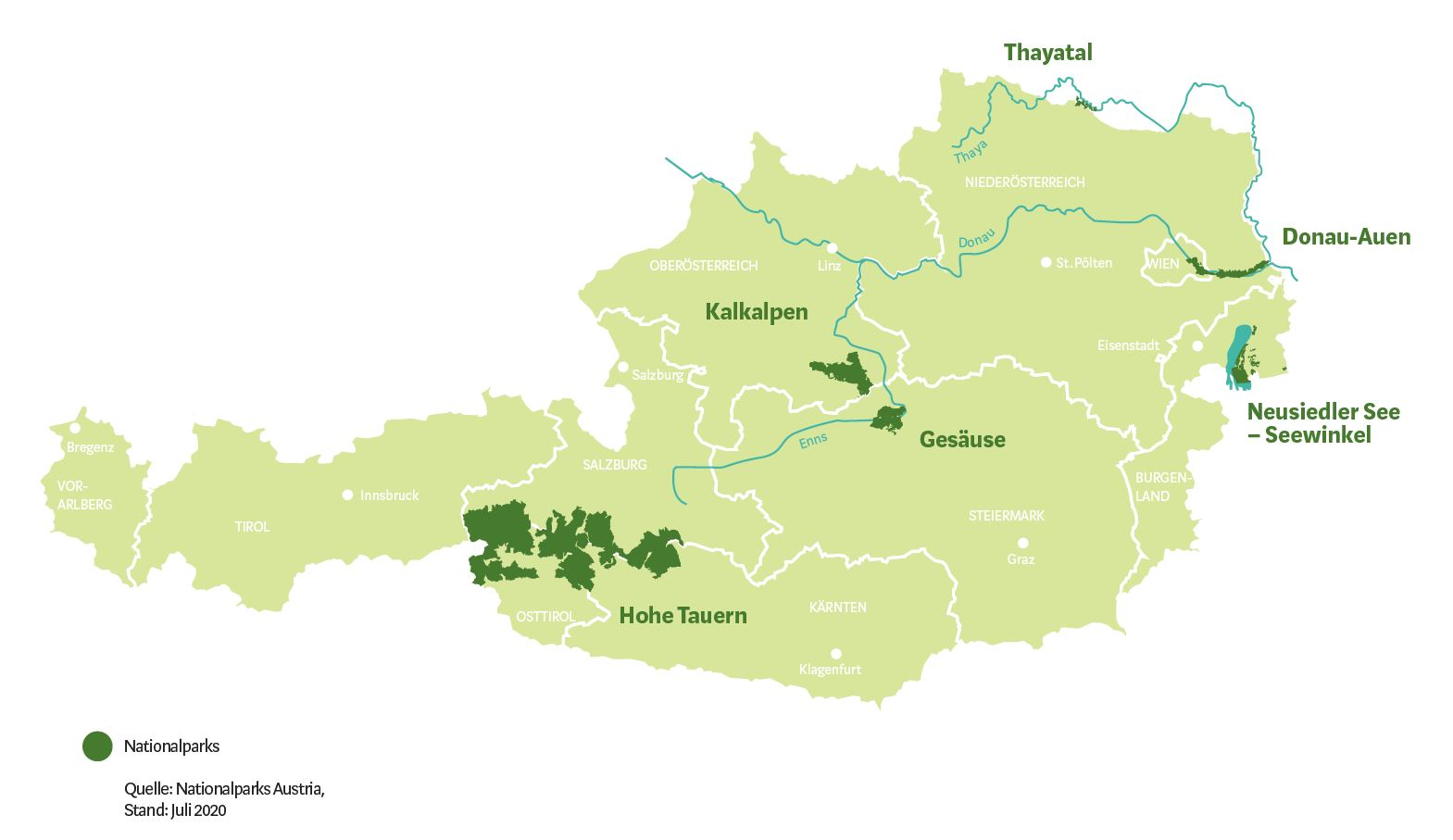
Übersichtskarte der Nationalparks

In Österreich gibt es sechs Nationalparks, die von der IUCN anerkannt sind. Der Dachverband der Nationalparks nennt sich Nationalparks Austria. Der älteste österreichische Nationalpark ist der Nationalpark Hohe Tauern, der 1981 eingerichtet wurde. 

## Nationalparkentwicklung

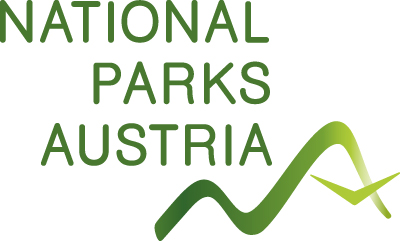
Logo der Nationalparks Austria

Erste Pläne gehen auf die Jahre 1915–1918 zurück, als der Stuttgarter Verein Naturschutzpark und der Oesterreichische Alpenverein Salzburg, Kärnten und Tirol, geeignete Flächen erwarben. Ein Entwurf zum Nationalpark Hohe Tauern Ende der 1930er versandete jedoch wegen des Krieges. Einen gemeinsamen Nationalpark im Hochgebirge entschieden die drei Bundesländer Salzburg, Tirol und Kärnten 1971 in der Vereinbarung von Heiligenblut. Sie initiierte ähnliche Pläne in Nieder- und Oberösterreich.
Die Einrichtung der österreichischen Nationalparks nahm jeweils mehrere Jahre in Anspruch, womit Österreich im internationalen Vergleich im Mittelfeld liegt. Bei einem Drittel der weltweit errichteten Nationalparks beträgt die Dauer aufgrund von Konflikten mehr als zwanzig Jahre.
Mit der neuen Nationalparkstrategie vom Juni 2010 präsentieren sich die Nationalparks in Österreich unter dem gemeinsamen Konzept Nationalparks Austria.

## Finanzierung und Bedeutung
Die Finanzierung der Nationalparks erfolgt zu je 50 % durch den Bund und das jeweilige Bundesland, bzw. die Länder (bei länderübergreifenden Nationalparks). Insgesamt bieten die Nationalparks etwa 300 Arbeitsplätze (green jobs).
Allein die Nationalpark-Besucherzentren verzeichnen jährlich 400.000 Besucher und gehören damit zu den wichtigeren Tourismussparten Österreichs. Mit 74.000 Besuchen von Schülern und 2.000 geführten Exkursionen/Wanderungen kommen die Nationalparks auch ihrem Bildungsauftrag in bedeutendem Umfang nach.

## Übersicht
Drei Nationalparks schützen Gebirgsregionen (Hohe Tauern, Gesäuse und Kalkalpen) und drei Nationalparks Gewässer (Neusiedler See – Seewinkel, Thayatal und Donauauen).
Der Nationalpark Hohe Tauern ist der älteste und größte Nationalpark in Österreich und mit rund 1856 km² gleichzeitig der größte Nationalpark Mitteleuropas.
Die Nationalparks Thayatal und Neusiedler See - Seewinkel sind grenzübergreifende Schutzgebiete.

### Liste der Nationalparks in Österreich
| Foto |                 | Name                     | Standort                          | Beschreibung | Fläche    | Datum |
| ---- | --------------- | ------------------------ | --------------------------------- | --- | --------- | ----- |
| 1    | Datei hochladen | Hohe Tauern              | Salzburg, Tirol, Kärnten Standort | seit 1981 in Kärnten 42.000 ha, seit 1983 in Salzburg 80.500 ha, seit 1992 in Tirol 61.100 ha Kernzone IUCN II, Pufferzone: V | 1.856 km² | 1981  |
| 1    | Datei hochladen | Neusiedler See-Seewinkel | Burgenland Standort               | gemeinsam mit Ungarn (Nationalpark Fertő-Hanság)                                                                              | 97 km²    | 1993  |
| 1    | Datei hochladen | Donau-Auen               | Niederösterreich, Wien Standort   | → Hauptartikel : Nationalpark Donau-Auen f1                                                                                   | 93 km²    | 1996  |
| 1    | Datei hochladen | Kalkalpen                | Oberösterreich Standort           | Kernzone IUCN II, Pufferzonen IUCN V                                                                                          | 208 km²   | 1997  |
| 1    | Datei hochladen | Thayatal                 | Niederösterreich Standort         | gemeinsam mit Tschechien (Nationalpark Podyjí)                                                                                | 13 km²    | 2000  |
| 1    | Datei hochladen | Gesäuse                  | Steiermark Standort               | → Hauptartikel : Nationalpark Gesäuse f1                                                                                      | 111 km²   | 2002  |

### Ehemalige Nationalparks und Projekte
Der 1987 gegründete Nationalpark Nockberge wurde vom Weltnaturschutzbund IUCN nicht in der IUCN-Kategorie II Nationalpark, sondern als Geschützte Landschaft (Kategorie V) eingestuft. Daher wurde er per 2012 in den Biosphärenpark Salzburger Lungau und Kärntner Nockberge integriert, wo er einen Teil von dessen Kernzone darstellt.
Auch das Tiroler Lechtal war zeitweise für die Errichtung eines Nationalparks in Diskussion. Die Tiroler Landesregierung beschloss allerdings 2004 die Errichtung eines Naturparks.
Mit der Nationalparkstrategie 2010 wurde angekündigt, für die – national – noch unzureichend  geschützten March–Thaya-Auen (Natura 2000-Gebiete unter gemeinsamem Schutz der EU, sind als solche auch Landesrechtliche Kategorie) die Errichtung eines Nationalparks anzustreben.

## Wildnisgebiete in Österreich
Während Nationalparks der IUCN-Kategorie II Nationalpark entsprechen, werden Gebiete der strengeren IUCN-Kategorie I als Wildnisgebiete bezeichnet. In Österreich gibt es hiervon lediglich noch ein rund 3.500 ha großes Gebiet, das Wildnisgebiet Dürrenstein in Niederösterreich, das direkt an die Steiermark angrenzt.